# Synagoge Frenz
Die Synagoge Frenz stand im Ortsteil Frenz in der Gemeinde Inden im Kreis Düren (Nordrhein-Westfalen), Unterstraße 17.
Juden gab es bereits im frühen 18. Jahrhundert in Frenz. Es handelte sich um die Vorfahren von Seligmann Meyer, der 1835 im Ort geboren wurde. Im ersten Stock seines um 1790 erbauten Hauses, genannt die „Synagoge“, befand sich ein Betraum mit Kuppeldecke. Der letzte Gottesdienst fand dort 1906 statt, da es damals weniger als zehn im religiösen Sinne mündige Juden im Ort gab. Man ging deshalb nach Langerwehe.
Das Haus wurde im Zweiten Weltkrieg schwer beschädigt und abgerissen. Nach dem Krieg wurde es wieder aufgebaut, aber nichts erinnert mehr an die Synagoge.